# Élections législatives de 2007 dans la Haute-Vienne
Les élections législatives françaises de 2007 se déroulent les 10 et 17 juin 2007. Dans le département de la Haute-Vienne, quatre députés sont à élire dans le cadre de quatre circonscriptions.

## Élus
| Circonscription | Député sortant               | Parti | Parti | Député élu ou réélu          | Parti | Parti |
| --------------- | ---------------------------- | ----- | ----- | ---------------------------- | ----- | ----- |
| 1re             | Alain Marsaud                |       | UMP   | Monique Boulestin            |       | PS    |
| 2e              | Daniel Boisserie             |       | PS    | Daniel Boisserie             |       | PS    |
| 3e              | Marie-Françoise Pérol-Dumont |       | PS    | Marie-Françoise Pérol-Dumont |       | PS    |
| 4e              | Alain Rodet                  |       | PS    | Alain Rodet                  |       | PS    |

## Résultats

### Résultats à l'échelle du département
| Parti                                            | Parti                                | Premier tour | Premier tour | Second tour | Second tour | Sièges |
| Parti                                            | Parti                                | Voix         | %            | Voix        | %           | Sièges |
| ------------------------------------------------ | ------------------------------------ | ------------ | ------------ | ----------- | ----------- | ------ |
|                                                  | Parti socialiste                     | 72 650       | 41,26        | 104 339     | 60,99       | 4      |
|                                                  | Parti communiste français            | 13 468       | 7,65         |             |             | 0      |
|                                                  | Les Verts                            | 3 527        | 2,00         | 0           |             |        |
|                                                  | Gauche parlementaire                 | 89 645       | 50,92        | 104 339     | 60,99       | 4      |
|                                                  |                                      |              |              |             |             |        |
|                                                  | Union pour un mouvement populaire    | 56 629       | 32,16        | 66 735      | 39,01       | 0      |
|                                                  | Mouvement pour la France             | 2 036        | 1,16         |             |             | 0      |
|                                                  | Divers droite                        | 1 152        | 0,65         | 0           |             |        |
|                                                  | Majorité présidentielle              | 59 817       | 33,98        | 66 735      | 39,01       | 0      |
|                                                  |                                      |              |              |             |             |        |
|                                                  | UDF–Mouvement démocrate              | 9 525        | 5,41         |             |             | 0      |
|                                                  | Extrême gauche dont LCR et LO        | 7 725        | 4,39         | 0           |             |        |
|                                                  | Front national                       | 4 829        | 2,74         | 0           |             |        |
|                                                  | Divers                               | 2 664        | 1,51         | 0           |             |        |
|                                                  | Divers écologiste dont LT-LNÉ et MÉI | 1 380        | 0,78         | 0           |             |        |
|                                                  | Mouvement national républicain       | 473          | 0,27         | 0           |             |        |
|                                                  |                                      |              |              |             |             |        |
| Inscrits                                         | Inscrits                             | 266 559      | 100,00       | 266 551     | 100,00      | 4      |
| Abstentions                                      | Abstentions                          | 85 997       | 32,26        | 88 435      | 33,18       |        |
| Votants                                          | Votants                              | 180 562      | 67,74        | 178 116     | 66,82       |        |
| Blancs et nuls                                   | Blancs et nuls                       | 4 504        | 2,49         | 7 042       | 3,95        |        |
| Exprimés                                         | Exprimés                             | 176 058      | 97,51        | 171 074     | 96,05       |        |
| Source : Ministère de l'Intérieur - Haute-Vienne |                                      |              |              |             |             |        |

### Résultats par circonscription

#### Première circonscription (Limoges-Centre)
| Candidat       | Candidat               | Parti          | Premier tour | Premier tour | Second tour | Second tour |  |
| Candidat       | Candidat               | Parti          | Voix         | %            | Voix        | %           |  |
| -------------- | ---------------------- | -------------- | ------------ | ------------ | ----------- | ----------- |  |
|                | Alain Marsaud sortant  | UMP            | 14 116       | 40,38        | 16 095      | 46,91       |  |
|                | Monique Boulestin élue | PS             | 12 442       | 35,59        | 18 218      | 53,09       |  |
|                | Jean-Jacques Bélezy    | UDF–MoDem      | 2 818        | 8,06         |             |             |  |
|                | Nicolas Berthon        | Les Verts      | 1 269        | 3,63         |             |             |  |
|                | Daniel Clérembaux      | LCR            | 1 244        | 3,56         |             |             |  |
|                | Patrick Charles        | PCF (ADS)      | 1 175        | 3,36         |             |             |  |
|                | Magalie Servant        | FN             | 911          | 2,61         |             |             |  |
|                | Bernard Dufour         | MPF            | 350          | 1            |             |             |  |
|                | Catherine Dumon        | LO             | 287          | 0,82         |             |             |  |
|                | Martine Demaison       | Divers         | 222          | 0,64         |             |             |  |
|                | Yoann Jauberty         | MNR            | 124          | 0,35         |             |             |  |
|                | Mickaël Gursal         | Divers         | 0            | 0            |             |             |  |
|                |                        |                |              |              |             |             |  |
| Inscrits       | Inscrits               | Inscrits       | 54 280       | 100,00       | 54 280      | 100,00      |  |
| Abstentions    | Abstentions            | Abstentions    | 18 500       | 34,08        | 18 783      | 34,6        |  |
| Votants        | Votants                | Votants        | 35 780       | 65,92        | 35 497      | 65,4        |  |
| Blancs et nuls | Blancs et nuls         | Blancs et nuls | 822          | 2,3          | 1 184       | 3,34        |  |
| Exprimés       | Exprimés               | Exprimés       | 34 958       | 97,7         | 34 313      | 96,66       |  |

#### Deuxième circonscription (Saint-Junien)
| Candidat       | Candidat                       | Parti          | Premier tour | Premier tour | Second tour | Second tour |  |
| Candidat       | Candidat                       | Parti          | Voix         | %            | Voix        | %           |  |
| -------------- | ------------------------------ | -------------- | ------------ | ------------ | ----------- | ----------- |  |
|                | Daniel Boisserie sortant réélu | PS             | 17 039       | 33,82        | 30 149      | 60,89       |  |
|                | Évelyne Guilhem                | UMP            | 15 911       | 31,58        | 19 364      | 39,11       |  |
|                | Pierre Allard                  | PCF (ADS)      | 8 327        | 16,53        |             |             |  |
|                | Christophe Lechevallier        | UDF–MoDem      | 1 853        | 3,68         |             |             |  |
|                | Catherine Guerry               | LCR            | 1 461        | 2,9          |             |             |  |
|                | Jean-Luc Rivière               | FN             | 1 282        | 2,54         |             |             |  |
|                | Alain Dorange                  | Les Verts      | 1 140        | 2,26         |             |             |  |
|                | Liliane Puyjalon               | CPNT           | 718          | 1,42         |             |             |  |
|                | Auguste Labat                  | MPF            | 641          | 1,27         |             |             |  |
|                | Jean-Jacques Dhennin           | DLR            | 506          | 1            |             |             |  |
|                | Aline Barthélemy               | LO             | 414          | 0,82         |             |             |  |
|                | David Tillet                   | MHAN           | 413          | 0,82         |             |             |  |
|                | Christophe Belin               | NC             | 301          | 0,6          |             |             |  |
|                | Frédéric Thibivillier          | Divers         | 206          | 0,41         |             |             |  |
|                | Christian Simier               | MNR            | 174          | 0,35         |             |             |  |
|                |                                |                |              |              |             |             |  |
| Inscrits       | Inscrits                       | Inscrits       | 74 006       | 100,00       | 74 002      | 100,00      |  |
| Abstentions    | Abstentions                    | Abstentions    | 22 072       | 29,82        | 22 049      | 29,8        |  |
| Votants        | Votants                        | Votants        | 51 934       | 70,18        | 51 953      | 70,2        |  |
| Blancs et nuls | Blancs et nuls                 | Blancs et nuls | 1 548        | 2,98         | 2 440       | 4,7         |  |
| Exprimés       | Exprimés                       | Exprimés       | 50 386       | 97,02        | 49 513      | 95,3        |  |

#### Troisième circonscription (Limoges - Bellac)
| Candidat       | Candidat                                     | Parti          | Premier tour | Premier tour | Second tour | Second tour |  |
| Candidat       | Candidat                                     | Parti          | Voix         | %            | Voix        | %           |  |
| -------------- | -------------------------------------------- | -------------- | ------------ | ------------ | ----------- | ----------- |  |
|                | Marie-Françoise Pérol-Dumont sortante réélue | PS             | 20 346       | 46,59        | 26 631      | 62,33       |  |
|                | Béatrice Martineau                           | UMP            | 13 529       | 30,98        | 16 093      | 37,67       |  |
|                | Nadine Rivet                                 | UDF–MoDem      | 2 391        | 5,48         |             |             |  |
|                | Jean Pouyet                                  | LCR            | 1 448        | 3,32         |             |             |  |
|                | Francis Dauliac                              | PCF            | 1 393        | 3,19         |             |             |  |
|                | Nicole Daccord                               | FN             | 1 181        | 2,7          |             |             |  |
|                | Ghislaine Jeannot-Pagès                      | Les Verts      | 1 118        | 2,56         |             |             |  |
|                | Raymond Desenfant                            | CPNT           | 705          | 1,61         |             |             |  |
|                | Sylvie Persent                               | MPF            | 474          | 1,09         |             |             |  |
|                | Daniel Mournetas                             | LO             | 423          | 0,97         |             |             |  |
|                | Thierry Villéger                             | Divers         | 340          | 0,78         |             |             |  |
|                | Bernard Tayane                               | MNR            | 175          | 0,4          |             |             |  |
|                | Drifa El Harouat                             | NC             | 148          | 0,34         |             |             |  |
|                |                                              |                |              |              |             |             |  |
| Inscrits       | Inscrits                                     | Inscrits       | 66 257       | 100,00       | 66 256      | 100,00      |  |
| Abstentions    | Abstentions                                  | Abstentions    | 21 578       | 32,57        | 22 010      | 33,22       |  |
| Votants        | Votants                                      | Votants        | 44 679       | 67,43        | 44 246      | 66,78       |  |
| Blancs et nuls | Blancs et nuls                               | Blancs et nuls | 1 008        | 2,26         | 1 522       | 3,44        |  |
| Exprimés       | Exprimés                                     | Exprimés       | 43 671       | 97,74        | 42 724      | 96,56       |  |

#### Quatrième circonscription (Limoges - Saint-Léonard-de-Noblat)
| Candidat       | Candidat                  | Parti          | Premier tour | Premier tour | Second tour | Second tour |  |
| Candidat       | Candidat                  | Parti          | Voix         | %            | Voix        | %           |  |
| -------------- | ------------------------- | -------------- | ------------ | ------------ | ----------- | ----------- |  |
|                | Alain Rodet sortant réélu | PS             | 22 823       | 48,52        | 29 341      | 65,9        |  |
|                | Sarah Gentil              | UMP            | 13 073       | 27,79        | 15 183      | 34,1        |  |
|                | Françoise Decan           | PCF            | 2 573        | 5,47         |             |             |  |
|                | Éric Bénard               | UDF–MoDem      | 2 463        | 5,24         |             |             |  |
|                | Stéphane Lajaumont        | LCR            | 1 991        | 4,23         |             |             |  |
|                | Yves Guieau               | FN             | 1 455        | 3,09         |             |             |  |
|                | Monique Martin            | MÉI            | 967          | 2,06         |             |             |  |
|                | Jacques Alas              | MPF            | 571          | 1,21         |             |             |  |
|                | François Civeyrel         | Régionaliste   | 473          | 1,01         |             |             |  |
|                | Claudine Roussie          | LO             | 457          | 0,97         |             |             |  |
|                | Marie-Aimée Penet         | NC             | 197          | 0,42         |             |             |  |
|                |                           |                |              |              |             |             |  |
| Inscrits       | Inscrits                  | Inscrits       | 72 016       | 100,00       | 72 013      | 100,00      |  |
| Abstentions    | Abstentions               | Abstentions    | 23 847       | 33,11        | 25 593      | 35,54       |  |
| Votants        | Votants                   | Votants        | 48 169       | 66,89        | 46 420      | 64,46       |  |
| Blancs et nuls | Blancs et nuls            | Blancs et nuls | 1 126        | 2,34         | 1 896       | 4,08        |  |
| Exprimés       | Exprimés                  | Exprimés       | 47 043       | 97,66        | 44 524      | 95,92       |  |